# Sage Kotsenburg
Sage Kotsenburg (Coeur d'Alene, 27 de julio de 1993) es un deportista estadounidense que compite en snowboard.
Participó en los Juegos Olímpicos de Sochi 2014, obteniendo la medalla de oro en la prueba de slopestyle. Adicionalmente, consiguió dos medallas en los X Games de Invierno.

## Medallero internacional
| Juegos Olímpicos | Juegos Olímpicos | Juegos Olímpicos | Juegos Olímpicos |
| Año              | Lugar            | Medalla          | Prueba           |
| ---------------- | ---------------- | ---------------- | ---------------- |
| 2014             | Sochi (Rusia)    | Medalla de oro   | Slopestyle       |

| X Games de Invierno | X Games de Invierno    | X Games de Invierno | X Games de Invierno |
| Año                 | Lugar                  | Medalla             | Prueba              |
| ------------------- | ---------------------- | ------------------- | ------------------- |
| 2011                | Aspen (Estados Unidos) | Medalla de bronce   | Big air             |
| 2012                | Aspen (Estados Unidos) | Medalla de plata    | Slopestyle          |